# Żurawianka (dopływ Płonki)

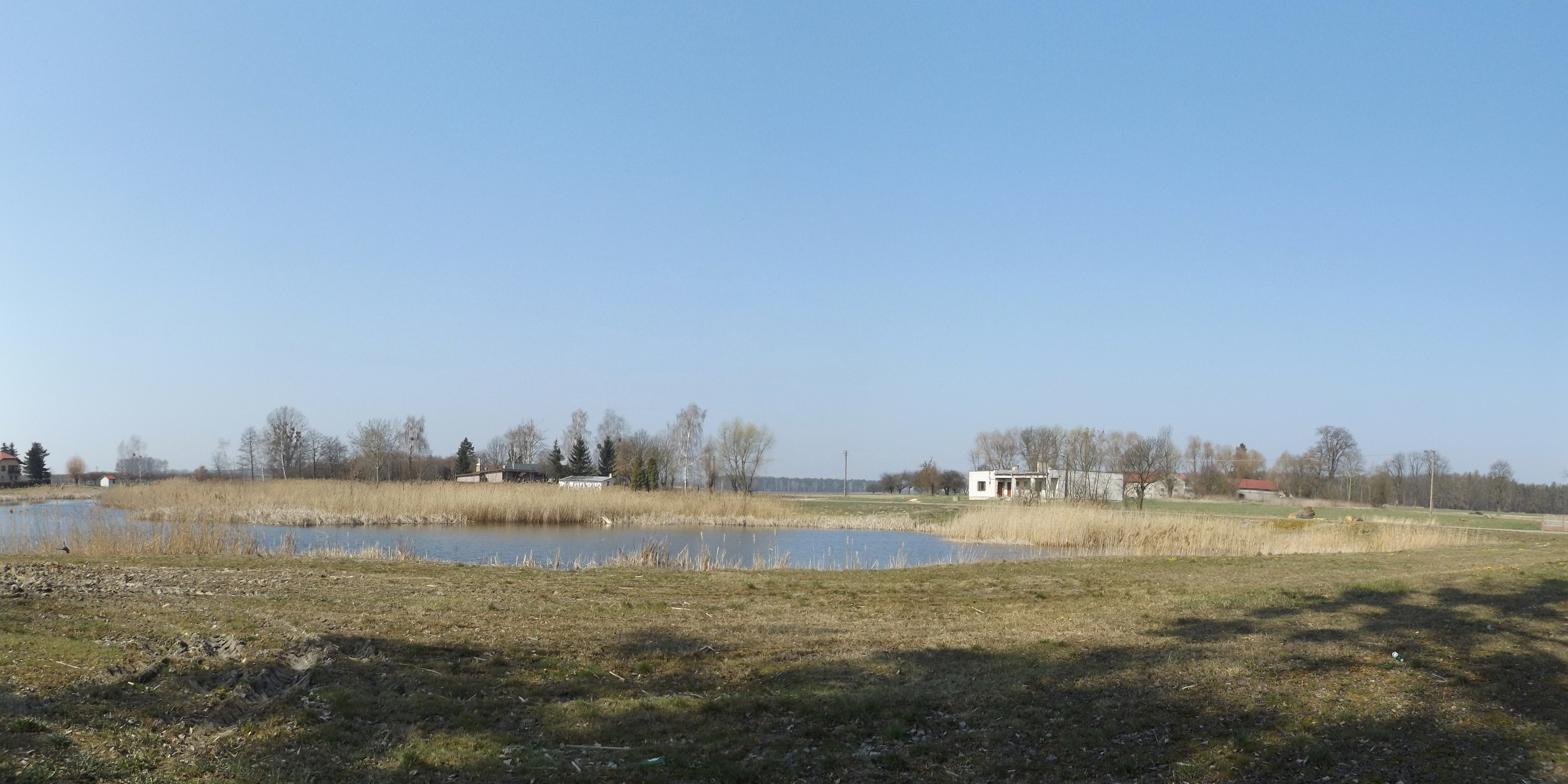
Źródło Żurawianki Prawej w Srebrnej

Żurawianka – rzeka, prawostronny dopływ Płonki o długości 27,43 km i powierzchni zlewni 177,42 km².
Rzeka płynie w północno-zachodniej części województwa mazowieckiego. W górnym biegu nazwę Żurawianka noszą dwa cieki, które łączą się ze sobą poniżej wsi Przemkowo. Jeden z cieków ma źródła położone na zachód od wsi Daniszewo, drugi w okolicy wsi Srebrna. Jedno z ramion przepływa przez Kucice, drugie przez wieś Nacpolsk. Bieg Żurawianki stanowi wschodnią granicę Gminy Dzierzążnia. Uchodzi do Płonki w pobliżu miejscowości Szerominek.